# Hellmann's

Een pot Hellmann's-mayonaise

Hellmann's, ook verkocht onder de naam Best Foods, is een Amerikaans sauzenmerk, opgericht in 1913 door Richard Hellmann. Het bedrijf staat in Nederland voornamelijk bekend als fabrikant van mayonaise, maar verkoopt ook sauzen als mosterd, ketchup en salade-dressing. Vroeger was Hellmann's over het algemeen alleen verkrijgbaar in Amerika, maar tegenwoordig wordt het ook in Nederland op grote schaal verkocht. In 2000 werd de merknaam Hellmann's opgekocht door de Brits-Nederlandse multinationale voedselfabikant Unilever, dat sinds 2014 het merk Hellmann's verkoopt in Nederland.
Hellmann's staat bekend om zijn extra zoute en romige smaak vergeleken met de meeste andere soorten mayonaise.